# Viacheslav Ivanov
Pour les articles homonymes, voir Ivanov.
Viacheslav Ivanov, né le 1er août 2002, est un coureur cycliste russe.

## Biographie
En 2019, Viacheslav Ivanov évolue dans l'équipe junior de Lokosphinx. Avec cette formation, il obtient diverses places d'honneur dans des courses italiennes. L'année suivante, il s'impose sur une course internationale en Turquie. Il effectue ensuite ses débuts espoirs en 2021. Bon grimpeur, il prend notamment la septième place du Tour du Frioul-Vénétie julienne, inscrit au calendrier de l'UCI. Il représente par ailleurs son pays aux championnats d'Europe espoirs de Trente, où il se classe vingt-deuxième de la course en ligne.
En 2022, il intègre un club catalan, qui accueille divers coureurs de nationalité russe. Pour ses débuts en Espagne, il remporte la Prueba Loinaz, ainsi qu'une étape du Tour d'Estrémadure. Il se classe également deuxième du championnat de Catalogne du contre-la-montre, cinquième du Tour de Castellón ou encore troisième de la Santikutz Klasika, une manche de la Coupe d'Espagne amateurs. 
Lors de la saison 2023, il brille de nouveau dans les épreuves de la Coupe d'Espagne amateurs en finissant deuxième de la Clásica Ciudad de Torredonjimeno et quatrième du Grand Prix de Vigo. Il termine aussi troisième de la Classique Xavier Tondo, ou encore cinquième et meilleur du Tour de Valence. Après ses performances, il passe professionnel en 2024 au sein de l'équipe continentale Efapel, basée au Portugal.

## Palmarès et résultats

### Par année
- 2020
  - Velo Alanya Junior :
    - Classement général
    - 1re tape (contre-la-montre)
- 2022
  - 4e étape du Tour d'Estrémadure
  - Prueba Loinaz
  - 3e de la Santikutz Klasika
- 2023
  - 2e de la Clásica Ciudad de Torredonjimeno
  - 3e de la Classique Xavier Tondo

### Classements mondiaux
| Année           | 2021   |
| --------------- | ------ |
| UCI Europe Tour | 1 441e |